# Oleg Jakov
Oleg Petrovitch Jakov (en russe : Олег Петрович Жаков), né le 1er avril 1905 à Sarapoul et mort le 4 mai 1988  à Piatigorsk, est un acteur soviétique, artiste du peuple de l'URSS en 1969.

## Biographie
Jakov est né à Sarapoul dans le gouvernement de Viatka dans l'Empire russe (dans l'actuelle république d'Oudmourtie). En 1912, la famille vint s'installer à Kazan où Oleg est allé à l'école paroissiale et a fait deux années d'école réale (de l'allemand Realschule - l'établissement d'enseignement secondaire). Puis, sa famille a déménagé à Ekaterinbourg. Oleg y a terminé ses études secondaires et commencé à travailler à la centrale électrique. Il a ensuite entamé les études supérieures afin de devenir enseignant. À cette époque, il a fait connaissance de Piotr Sobolevski et Sergueï Guerassimov et s'est passionné pour le théâtre. Il a alors décidé de changer de voie et partit pour Leningrad le 16 janvier 1926. Il y a rejoint ses amis qui suivaient déjà la formation à la Fabrique de l'acteur excentrique de Grigori Kozintsev et Leonid Trauberg. La même année, Jakov joue dans Le Manteau inspiré par deux nouvelles de Nicolas Gogol. Il est diplômé de l'Académie des arts du théâtre de Saint-Pétersbourg en 1929. Il a ensuite tourné dans pas loin de cent films. Jakov est distingué Artiste émérite de la RSFS de Russie, en 1944, et Artiste du peuple de l'URSS en 1969. Il était membre de l'Union cinématographique de l'URSS.
L'artiste est décédé le 4 mai 1988 à Piatigorsk où il fut inhumé au cimetière Krasnoslobodskoïe.

## Filmographie sélective
- 1926 : Le Manteau (Шинель) de Grigori Kozintsev et Leonid Trauberg : un fonctionnaire
- 1927 : SVD : L’Union pour la grande cause (С. В. Д.) de Grigori Kozintsev et Leonid Trauberg : un jeune soldat
- 1929 : La Nouvelle Babylone (Новый Вавилон) de Grigori Kozintsev et Leonid Trauberg : un communard
- 1936 : Les Marins de Kronstadt (Мы из Кронштадта) de Efim Dzigan : Jan Draudin
- 1936 :  Les Sept braves (Семеро смелых) de Sergueï Guerassimov : Kurt Shefer
- 1947 : Soldat Alexandre Matrossov (Рядовой Александр Матросов) de Leonid Loukov : capitaine Vassili Chtcherbina
- 1969 : Au bord du lac Baïkal (У озера) de Sergueï Guerassimov : Aleksandre Barmine, scientifique

## Honneurs et récompenses
- Ordre du Drapeau rouge du Travail en 1938
- Ordre de l’Étoile rouge en 1944
- Artiste émérite de la RSFS de Russie en 1944
- Prix Staline, au second degré en 1946
- Artiste du peuple de l'URSS en 1969
- Prix d'État de l'URSS en 1971 pour son rôle dans le film Au bord du lac Baïkal (1969)
- Médaille d'or Alexandre Dovjenko en 1975
- Prix des frères Vassiliev en 1978
- Ordre de l'Amitié des peuples en 1985